# American Heart Association
Die American Heart Association (AHA) ist eine US-amerikanische Non-Profit-Organisation, die sich mit der Vorbeugung und Behandlung von Herz-Kreislauf-Erkrankungen beschäftigt. Das Ziel der AHA ist es, Krankheiten und Todesfälle durch kardiovaskuläre Erkrankungen und Schlaganfall zu reduzieren. Der Verein wurde 1924 von sechs Kardiologen in New York gegründet und ist damit die älteste Fachorganisation in den Vereinigten Staaten. Mit 35 Millionen Freiwilligen und Unterstützern und 2900 Angestellten ist sie zudem die größte Organisation ihrer Art.

## Aktivitäten
Die AHA veranstaltet zahlreiche Kongresse und Jahrestagungen, u. a. jährlich die sog. AHA Scientific Sessions. Darüber hinaus gibt sie mehrere weltweit sehr angesehene medizinische Fachzeitschriften heraus (z. B. Circulation, Circulation Research und Stroke). Die AHA hat seit 1949 5 Milliarden US-Dollar für Forschung auf dem Gebiet der Herz-Kreislauf-Erkrankungen investiert, womit sie neben der staatlichen Forschungsfinanzierung die zweitgrößte non-profit-Quelle für Forschungsmittel ist.